# Roland Schär
Roland Schär (* 1. Juli 1950 in Oensingen) ist ein ehemaliger Schweizer Radrennfahrer und nationaler Meister im Radsport.

## Sportliche Laufbahn
Schär war Strassenradsportler und Teilnehmer der Olympischen Sommerspiele 1972 in München. Im Mannschaftszeitfahren kam der Vierer aus der Schweiz mit Gilbert Bischoff, Bruno Hubschmid, Roland Schär und Ueli Sutter auf den 8. Platz.
1975 gewann er die nationale Meisterschaft im Strassenrennen vor Marcel Summermatter und das Eintagesrennen Giro del Mendrisiotto. 1969 und 1971 fuhr er die Tour de l’Avenir.
1976 wurde er Berufsfahrer im Radsportteam Lejeune–BP. Er gewann in seiner ersten Saison als Profi eine Etappe der Katalonischen Woche.

## Familiäres
Er ist der Vater des Radprofis Michael Schär.